# Centralförbundet för studieverksamhet
Centralförbundet för studieverksamhet (finska: Opintotoiminnan keskusliitto) i Helsingfors är en partipolitiskt oavhängig organisation för vuxenutbildning och kultur. 
Förbundet, som grundades 1943, bedriver en mångsidig bildningsverksamhet i samarbete med sina medlemsorganisationer, som arbetar inom bland annat barnskydd, handikappvård, naturskydd, lantbruk, vuxenutbildning, folkkultur och scouting. Därtill idkas kulturverksamhet i form av olika kulturprojekt och kurser. Studieverksamheten genomförs av en riksomfattande studiecentral, där studiecirkel-, kurs- och föreläsningsverksamhet hör till arbetsformerna. Förbundet producerar studiematerial för studiecirklar och utger sedan 2002 tidskriften Akseli.